# Caol Ila
Die Caol-Ila-Brennerei ([kʌl iːlə]; »Islay-Sund«) ist eine Destillerie für Whisky auf der schottischen Insel Islay. Sie liegt sich an einer Bucht an der Ostküste von Islay, etwas nördlich von Port Askaig, direkt am Islay-Sund am nördlichen Ende der heutigen Straße A846. Keine fünf Kilometer nördlich befindet sich Bunnahabhain. Sie produziert verschiedene Single-Malt-Whiskys, darunter auch einen der 13 Classic Malts, ihre Produkte spielen aber auch eine erhebliche Rolle in Blends.

## Geschichte

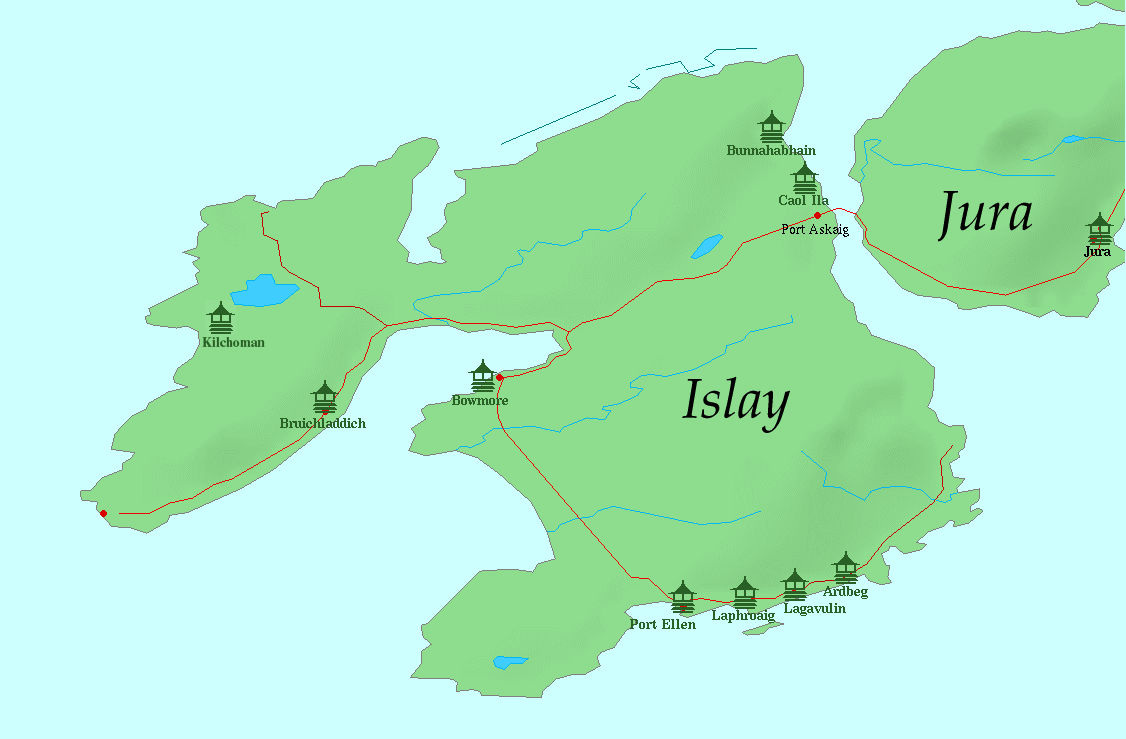
Islay

Die Destillerie wurde im Jahre 1846 von Hector Henderson, der auch Littlemill mit aufbaute, gegründet. 1852 übernahm Norman Buchanan, der damalige Betreiber der Isle of Jura Destillerie, die Brennerei, da Henderson, Larmont & Co in finanzielle Schwierigkeiten gekommen war. 1863 wurde Caol Ila an Bulloch, Lade & Co. verkauft. Diese bauten die Brennerei 1879 aus und renovierten sie. 1920 ging Caol Ila dann an Robertson & Baxter. 1927 schließlich landete die Destille bei der Distillers Company Limited (DCL). Die operative Führung delegierte DCL 1930 dann an ihre Tochter Scotish Malt Distillers (SMD) die sie bis 1937 stilllegten. Nach nur vier Jahren Produktion folgte 1941 die nächste Ruhepause, sie ging bis 1945.
Von April 1972 bis Januar 1974 wurde die Brennerei grundlegend renoviert, während dieser Zeit wurde nicht produziert. Die Anzahl der Brennblasen wurde dabei von zwei auf sechs erhöht. Die Eignerin DCL wurde ab 1987 zu United Distillers (UD), ab 1999 dann zu Diageo. Die Tochter SMD heißt heute United Malt and Grain Distillers (UMGD) und hält die Lizenz, die bis 1992 noch bei Bulloch, Lade & Co. lag.
2022 eröffnete ein neues Besucherzentrum. 2023 betrug die Besucherzahl etwa 27.000 Personen.

## Produktion
Caol Ila verfügt über einen Maischbottich (12,5 Tonnen) aus Edelstahl, zehn Gärbottiche (je 63.000 l) aus Lärchenholz, zwei aus Edelstahl, drei wash stills (je 35.345 l) und drei spirit stills (je 29.549 l) unter Dampfbefeuerung. Das verwendete Malz stammt aus den Port Ellen Maltings und hat etwa 35 ppm Phenol. Das Wasser für die Herstellung stammt aus dem Loch nam Ban (Torrabolls Loch). Gemaischt wird je zwischen 55 und 120 Stunden. Der jährliche Ausstoß liegt bei mehr als 6,5 Millionen Litern, wobei ca. 70 % auf getorften und der Rest auf ungetorften Whisky entfällt.
Bis 1989 wurde ausschließlich für Blends (Bell's, Johnnie Walker, White Horse, Bulloch Lade, Glen Ila, J&B) produziert, erst dann, verstärkt ab 2002, begann man auch Single Malts zu veröffentlichen. Der größte Teil der Produktion geht auch heute noch in die Verschneidung, die Absatzmenge von Single Malts ist in den 2010er Jahren relativ konstant geblieben.
Neben den eigenen Lagerhäusern werden auch die der seit 1929 geschlossenen Lochindaal-Brennerei bei Port Charlotte benutzt. Die Malts werden traditionell kaum in Sherry-Fässern ausgebaut, was die wenigen Sherry-Fass Abfüllungen (meist von unabhängigen Abfüllern) vergleichsweise selten macht.

## Produkte

Caol Ila aged 12 years

Im Jahre 2002 startete das Kernsortiment mit einem 12 und einem 18 jährigen, sowie einer Fassstärke. Seitdem wurde es um einen 25 jährigen und eine "Distiller's Edition" erweitert. Daneben wurden seitdem eine Vielzahl von anderen Abfüllungen veröffentlicht. Der 12-jährige Hidden Malt wird seit 2006 zur Erweiterung der Classic Malts Serie als zweiter Malt von Islay verwendet.

## Bilder

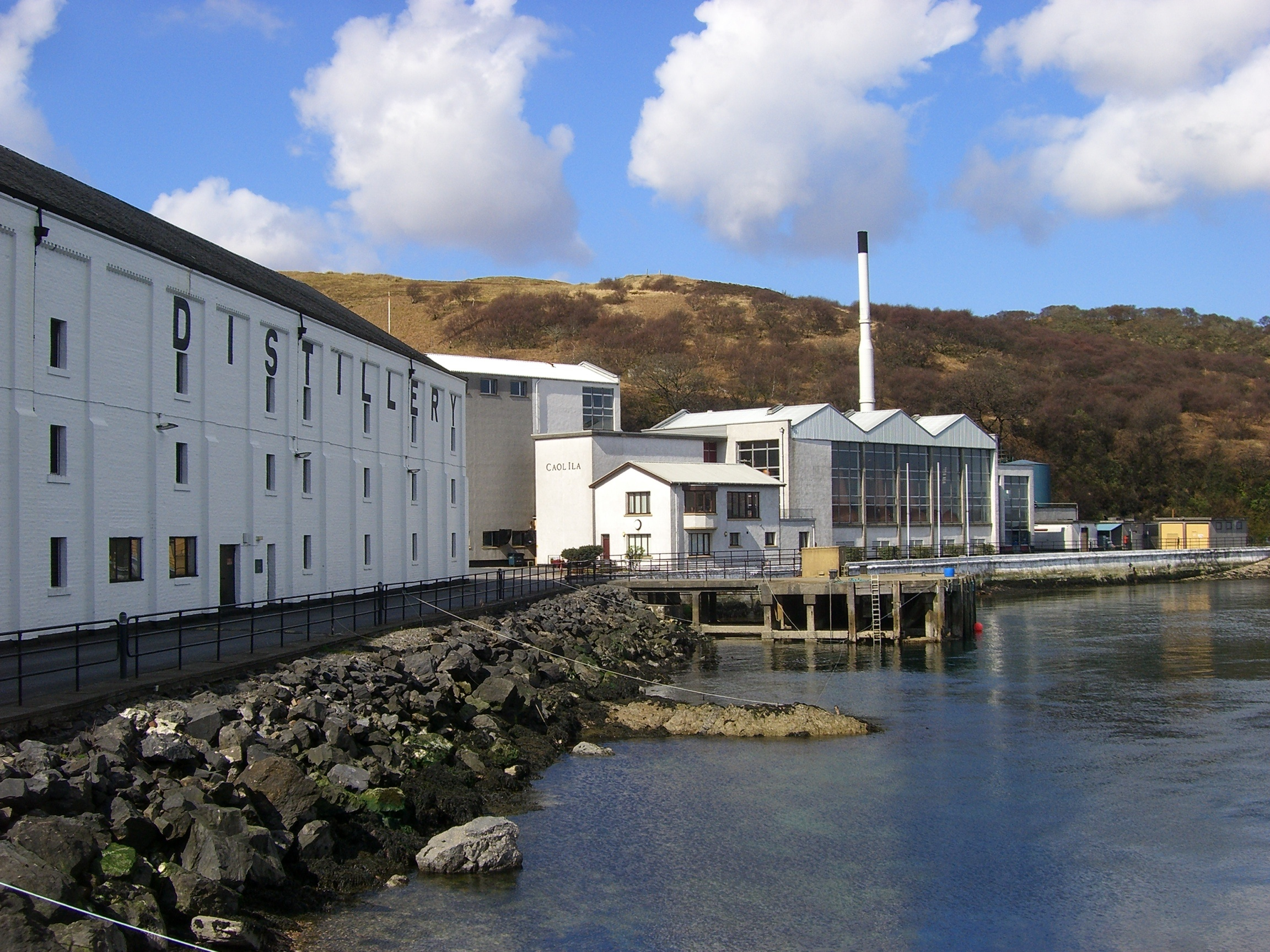
Gesamtansicht
Einfahrt zum Destilleriegelände
Stillhouse